# 엑손
엑손(Exon)은 DNA 염기 서열 중 단백질의 구성정보를 담고 있는 부분이다.
진핵세포의 DNA에는 원핵세포의 DNA와 달리 실제로 단백질의 합성 정보를 갖는 부분과 그렇지 않은 부분이 섞여서 존재하고 있다.
전자의 부분을 엑손, 후자를 인트론(intron)이라고 한다
인트론은 단백질 전사를 시작하도록 유도하는
프로모터 등 전사를 돕는 정보를 가지고 있다.
단백질에 따라 전사 과정에서 의미없는 부분인 인트론을 잘라내는 과정이 일어난다. 엑손의 총합을 엑솜 이라고 한다.
|                                                                                            |
| 엑손과 인트론의 절편으로 길게 이어지는 DNA - 뉴클레오타이드들의 5번 및 3번 연속 연결 구간) |

## mRNA
DNA 엑손과 인트론은 1차 RNA에 전사될때까지는 존재하지만 이 RNA가 mRNA(전령RNA)로 성장하면서 인트론은 제거된다.

## 같이 보기
- 번역
- 슈퍼코일